# Antoni Tàpies
Antoni Tàpies i Puig, marchese de Tàpies (pron. catalana: [ənˈtɔni ˈtapi.əs]; Barcellona, 13 dicembre 1923 – Barcellona, 6 febbraio 2012) è stato un pittore, scultore e storico dell'arte spagnolo.
È stato uno dei più significativi esponenti di quella corrente artistica catalana più sensibile al generale rinnovamento del gusto detta informale internazionale. È considerato uno degli artisti spagnoli più importanti del XX secolo. Il lavoro dell'artista catalano gode di un centro di studio e conservazione presso la Fundació Antoni Tàpies di Barcellona.

## Biografia

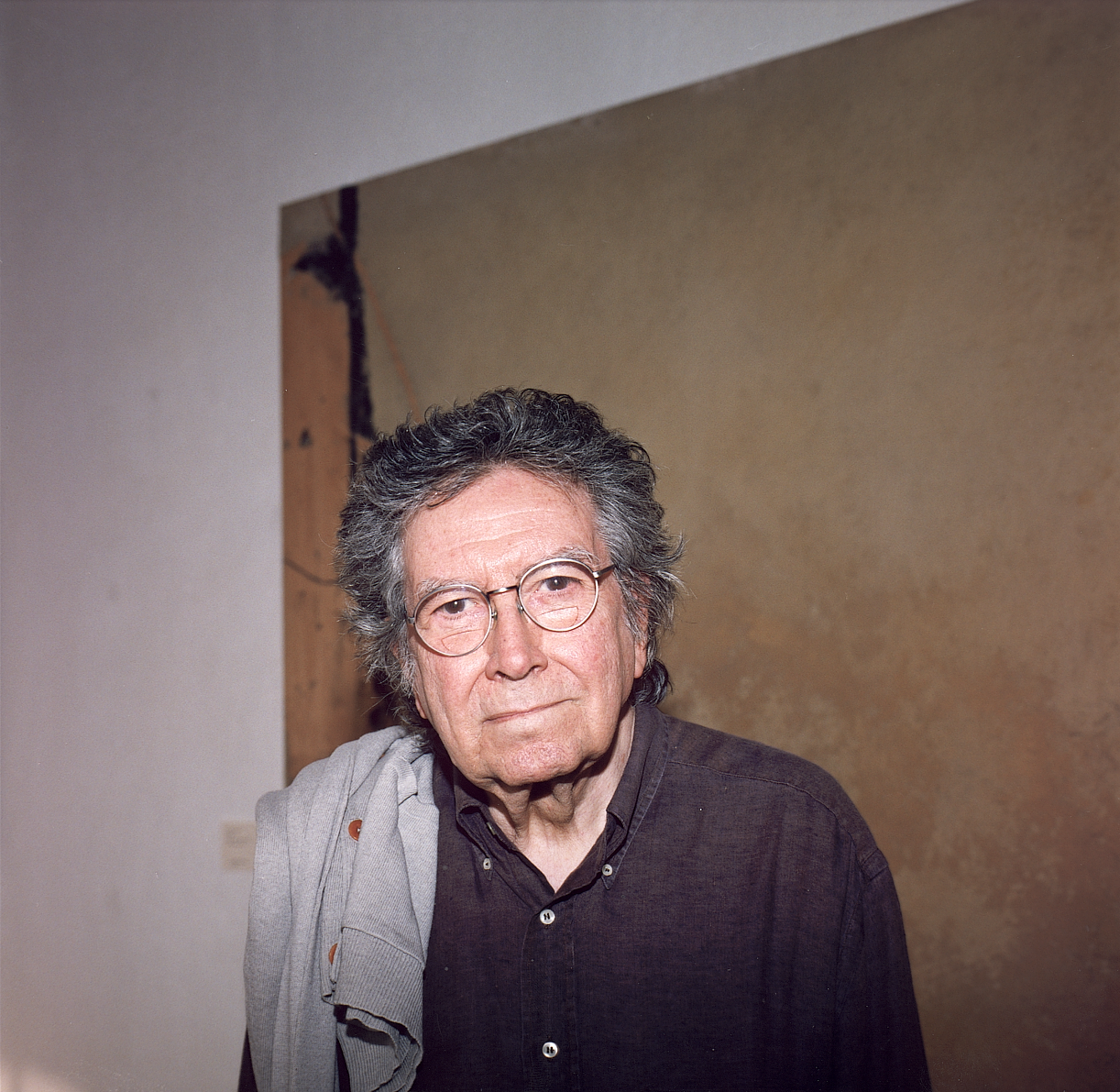
Antoni Tàpies.

Tàpies era il figlio dell'avvocato Josep Tàpies e Maria Puig, figlia di una famiglia di politici catalani. La professione di suo padre e le relazioni intrecciate dalla famiglia materna con diversi membri della vita politica catalana gli permisero di sviluppare la propria infanzia in un ambiente liberale. Tàpies ha sempre osservato che il confronto tra l'anticlericalismo di suo padre e il cattolicesimo ortodosso della madre lo hanno portato a una personale ricerca di una nuova spiritualità, che ha trovato nelle filosofie e religioni orientali, principalmente nel buddismo zen.
Dopo aver soggiornato a Parigi e a New York, nel 1948 fu tra i primi ad aderire al movimento Dau al Set, come agli inizi si chiamava l'arte informale, fondato a Barcellona dal poeta Joan Brossa. Dal 1955 partecipa al gruppo Taull con Modesto Cuixart, Juan José Tharrats e José Guinovart.
Nel 1958 presentò una rassegna personale alla Biennale di Venezia che gli valse il Premio UNESCO. Nel 1973 espone al Musée d'Art Moderne di Parigi e nel 1977 all'Albright-Knox Art Gallery di Buffalo.
Nel 1981 a Tàpies viene conferita la medaglia d'oro per le Belle Arti dal re Juan Carlos I e nel 1983 viene insignito della Medalla d'Or de la Generalitat de Catalunya.
A Londra venne insignito della Laurea honoris causa dal Royal College of Art.
Nel 1990 venne inaugurata la Fondazione Antoni Tàpies a Barcellona, cui lavorava già da molti anni con dedizione.
È scomparso nel 2012 all'età di 88 anni.

## Opere principali
- Cruz de papel de periódico, del 1947. collage e acquarello su carta, 40 × 31 cm, Collezione privata, Barcellona.
- Tríptico (1948) – olio su tela, 97 × 65, 97 × 130, 97 × 65 cm, Collezione privata, Barcellona.
- Collage de arroz y cuerdas (1949) – pittura e collage su cartone, 75 × 52,5 cm, Collezione privata, Parigi.
- El escarnecedor de diademas (1949) – olio su tela, 92 × 73 cm, Collezione privata, Barcellona.
- La barbería de los malditos y de los elegidos (1950) – olio su tela, 97 × 130 cm, Collezione privata, Barcellona.
- Dríadas, ninfas, arpías (1950) – olio su tela, 97 × 130 cm, Collezione privata, Barcellona.
- El fuego interior (1953) – tecnica mista su tela, 60 × 73 cm, Collezione privata, Barcellona.
- Blanco con manchas rojas (1954) – tecnica mista su tela, 115 × 88 cm, Collezione privata, Barcellona.
- Tierra y pintura (1956) – tecnica mista su legno, 33,5 × 67,5 cm, Collezione privata, Barcellona.
- Laberinto (1956) – tecnica mista su tela, 65 × 81 cm, Collezione privata, Weiden.
- Pintura ocre (1959) – tecnica mista su tela, 240 × 190 cm, MACBA, Barcellona.
- Sense titol (1960) - pittura e assemblaggio su tavola 56 x 82,5 x 2 cm. Collezione Roberto Casamonti, Firenze
- Hommage à Richard Wagner (1969) - acrilico e collage su carta, 76 × 40 cm, Fondazione Joan Brossa, Barcellona.
- Caja de embalar (1969) – montaggio di legno e carta, 170 × 125 × 8 cm, Galería Martha Jackson, New York.
- Paja prensada a la X (1969) – tecnica mista su tela, 200 × 175 cm, MNCARS, Madrid.
- Pintura con esposas (1970) – assemblaggio e pittura su tela, 130 × 167 cm, Collezione privata.
- Brazo (1973) – tecnica mista su legno, 82 × 130 cm, Collezione privata, Barcellona.
- La escalera (1974) – tecnica mista su legno, 250 × 300 cm, Galería Maeght, Parigi.
- Efecto de bastón en relieve (1979) – tecnica mista su biancheria e tela, 134,5 × 162 cm, Galería Maeght, Barcellona.
- Materia sobre madera con óvalo (1979) – tecnica mista su legno, 270 × 200 cm, Galería Maeght, París.
- Azul con dos cruces (1980) – tecnica mista su coperta e tela, 206 × 146 cm, Collezione privata.
- Dragón (1980) – pittura, matita e vernice su legno, 89 × 146,5 cm, Collezione privata, Barcellona.
- Desnudo de barniz (1980) – tecnica mista su tela, 65 × 100 cm, Collezione privata, Barcellona.
- Amor, a muerte (1980) – pittura su tela, 200,5 × 276 cm, IVAM, Valencia.
- Cráneo blanco (1981) – pittura su cartone, 52,5 × 42,5 cm, Collezione privata, Barcellona.
- Pie sobre blanco (1981) – tecnica mista su legno, 162 × 97 cm, Collezione privata, Barcellona.
- Materia doblada (1981) – tecnica mista su tavola, 130 × 130 cm, Galería Maeght, Barcellona.
- Rojo y negro (1981) – tecnica mista su legno, 170 × 195 cm, Collezione privata, North Egremont, Massachusetts.
- Empremta de cos (1982) - tecnica mistra su carta intelata, 106 x 78 cm. Collezione Roberto Casamonti, Firenze
- A tumbada (1982) – pittura e vernice su legno, 162 × 261 cm, Fundación Renault, Boulogne-sur-Mer.
- Barniz con formas negras (1982) – pittura e vernice su tela, 200,5 × 275 cm, Galería Lelong, Parigi.
- Materia del tiempo (1983) – pittura su legno, 270 × 220 cm, Collezione privata, Barcellona.
- Tríptico de los graffiti (1984) – tecnica mista su tela, 195 × 300 cm, Collezione privata, Barcellona.
- M blanca (1984) – pittura e vernice su legno, 270 × 220 cm, Collezione privata, Barcellona.
- Lector (1984) – pittura su tela, 100 × 100 cm, Collezione privata, Barcellona.
- Materia ocre (1984) – pittura su tela, 195 × 170 cm, Collezione privata, Barcellona.
- Torso (1985) – pittura e vernice su tela, 97 × 130 cm, Collezione privata, Barcellona.
- Dos bastidores (1985) – pittura e collage su legno, 250 × 200 cm, Galería Bayeler, Basilea.
- Ojos cerrados (1985) – pittura su tavola, 97 × 130 cm, Collezione privata, Barcellona.
- Gran blanco con mano (1985) – pittura e collage su legno, 200 × 250 cm, Collezione privata, Barcellona.
- Capitoné (1986) – pittura e assemblage su legno, 130 × 162 cm, Collezione privata, Barcellona.
- Gran díptico de tierra (1987) – tecnica mista su legno, 220 × 600 cm, Galería Lelong, Parigi.
- Puertas y flechas (1987) – pittura, vernice e assemblage su tela, 195,5 × 300 cm, Collezione privata, Barcellona.
- Blanco y silla (1987) – tecnica mista e assemblage su tela, 225 × 330 cm, Collezione privata, Barcellona.
- Días de Agua II (1987) – pittura, matita e collage su tela, 60 × 73 cm, Collezione privata, Barcellona.
- Infinito (1988) – tecnica mista su legno, 250 × 330 cm, Collezione privata, Barcellona.
- Tres dedos (1990) – pittura e vernice su tela, 146 × 114 cm, Collezione privata, Barcellona.
- Inspiración-expiración (1991) – tecnica mista su legno, 225 × 200 cm, Collezione privata, Barcellona.
- Pregunta (1992) – collage, pittura e vernice su tela, 275 × 200,5 cm, Collezione privata, Barcellona.
- Perfil metálico (1993) – stampaggio e collage su piastra metallica, 100 × 84,5 cm, Collezione privata, Barcellona.
- Cabeza (1995) – tecnica mista su legno, 116,5 × 89 cm, Collezione privata, Barcellona.
- Cama (1995) – tecnica mista su legno, 225 × 400 cm, Collezione privata, Barcellona.
- Cuerpo y alambres (1996) – pittura e assemblage su legno, 162,5 × 260,5 cm, Fondazione Antoni Tàpies, Barcellona.
- Monólogo (1997) – pittura su legno, 175 × 200 cm, Collezione privata, Barcellona.
- Tierra de sombra (1998) – pittura e assemblage su tela, 220 × 270 cm, Fondazione Antoni Tàpies, Barcellona.
- Pie y cesto (1999) – pittura su bronzo, 39 × 48 × 52 cm, Collezione privata, Barcellona.
- Martillo (2002) – pintura su tela, 130 × 162 cm, Collezione privata, Barcellona.
- 1/2 (2003) – pittura e vernice su legno, 200 × 175 cm, Collezione privata, Barcellona.

## Onorificenze
_ X Premio Lissone 1957